# Jeroen Olyslaegers
Jeroen Olyslaegers (Mortsel, 5 oktober 1967) is een Vlaamse schrijver van romans en theaterstukken.

## Biografie
In 1967 werd Jeroen Olyslaegers geboren in Mortsel. Vanaf 1985 studeerde hij Germaanse filologie aan de UFSIA en in 1989 kon hij aan de slag in het Louis Paul Boon-documentatiecentrum.
Zijn debuutroman Navel werd in 1994 gepubliceerd. In 1996 bracht hij de verhalenbundel Il faut manger en zijn roman Open gelijk een mond volgde in 1999. Daarna concentreerde hij zich op schrijven voor theater terwijl hij ook stukken en recensies schreef voor tijdschriften zoals Humo, Menzo, Yang, Dietsche Warande & Belfort, AS-Andere Sinema, Millennium, Sample, De Vlaamse Gids, Maatstaf.
Olyslaegers schreef theaterteksten die werden opgevoerd door onder meer de Koninklijke Vlaamse Schouwburg en Het Toneelhuis. Zo schreef hij samen met Paul Mennes een stuk over de wereld na de aanslagen op 11 september 2001. Daarnaast vertaalt en bewerkt hij ook bestaande teksten. In september 2009 kwam Woeste hoogten, rusteloze zielen uit, een theaterstuk gebaseerd op werk van Emily Brontë, voor theater Artemis uit Den Bosch. Met Jan Fabre werkte hij in 2011 aan "Prometheus Landscape II" en in 2015 verzorgde hij, eveneens voor Fabre, de tekst voor "Mount Olympus: To Glorify the Cult of Tragedy". Zijn werk voor theater werd in 2014 bekroond met de Edmond Hustinxprijs voor toneelschrijvers.
In maart 2009 bracht Olyslaegers een roman uit met als titel Wij. Dit is het eerste deel uit een satirische serie volksromans rond geheugen en identiteit waarvan elke titel begint met de letter W. In 2012 publiceerde hij Winst, over hebzucht en het democratisch deficit op de achtergrond van het kunstmilieu. In augustus 2016 werd het derde deel van de serie, genaamd WIL, uitgebracht. Deze laatste roman biedt een inkijk in de Vlaamse collaboratie en werd bekroond met de Fintro Literatuurprijs (vak- en lezersjury), de Confituur Boekhandelsprijs, de F. Bordewijk-prijs en de Tzumprijs voor de beste literaire zin van 2016. Hij sluit zijn serie af met Wildevrouw in november 2020. Het verhaal betreft het Antwerpen van de 16de eeuw en het verhaal van Antwerpenaar "Beer".
In 2014 ontving Olyslaegers de Arkprijs van het Vrije Woord. Volgens de jury verdiende Olyslaegers de bekroning, omdat hij "oprecht maatschappelijke engagement in woorden en initiatieven vertoont en het publieke forum gebruikt om schrijnende maatschappelijke toestanden aan de kaak te stellen en met die stellingname tegen de mainstream in te gaan".
In maart 2019 werd het boek Wij zijn het klimaat van Anuna De Wever en Kyra Gantois gepubliceerd, dat hij optekende op basis van de brieven die de meisjes hadden geschreven naar politici, ouders, grootouders en studenten.
Jeroen Olyslaegers is getrouwd met zangeres Nikkie Van Lierop.

## Verfilming
De roman WIL werd verfilmd door Tim Mielants en is in  september 2023 in de bioscoopzalen verschenen.
- Bibliothèque nationale de France: cb15902189r (data)
- Catàleg d'autoritats de noms i títols de Catalunya: 981058613531506706
- Digitale Bibliotheek voor de Nederlandse Letteren: olys001
- Gemeinsame Normdatei: 139874143
- International Standard Name Identifier: 0000 0000 7852 4745
- Library of Congress Control Number: n00024811
- MusicBrainz: 726005e8-2f6e-47f7-b4d9-7354f79a31d0
- Nationale Bibliotheek van Tsjechië: ola2018993420
- Nederlandse Thesaurus van Auteursnamen: 095092536
- Système universitaire de documentation: 22471063X
- Virtual International Authority File: 102711069
- WorldCat: E39PBJymyBQjb9dQtJFjmcyPQq